# 中国共产党衡阳市委员会
中国共产党衡阳市委员会（简称中共衡阳市委）是中国共产党在衡阳市的领导机关。

## 职责
根据《中国共产党地方委员会工作条例》，中国共产党地方委员会主要实行政治、思想和组织领导，承担下列职能：
1. 对本地区重大问题作出决策。
2. 通过法定程序使党组织的主张成为地方性法规、地方政府规章或者其他政令。
3. 加强对本地区宣传思想文化工作的领导，牢牢掌握意识形态工作领导权、话语权。
4. 按照干部管理权限任免和管理干部，向地方国家机关、政协组织、人民团体、国有企事业单位等推荐重要干部。
5. 支持和保证人大、政府、政协、法院、检察院、人民团体等依法依章程独立负责、协调一致地开展工作，发挥这些组织中党组的领导核心作用。
6. 加强对本地区群团工作和统一战线工作的领导。
7. 动员、组织所属党组织和广大党员，团结带领群众实现党的目标任务。

## 历任书记
| 届次 | 姓名   | 就任日期  | 离任日期  | 备注  |
| ---- | ------ | --------- | --------- | ----- |
| 1    | 廖仁柯 | 1983年5月 | 1985年3月 |       |
| 2    | 杨敏之 | 1985年3月 | 1988年2月 |       |
| 3    | 翟守政 | 1988年2月 | 1991年8月 |       |
| 4    | 苏建民 | 1991年8月 | 1993年7月 |       |
| 5    | 颜永盛 | 1993年7月 | 1999年3月 |       |
| 6    | 梅克保 | 1999年3月 | 2001年8月 |       |
| 7    | 徐明华 | 2001年8月 | 2008年3月 |       |
| 8    | 张文雄 | 2008年3月 | 2013年3月 |       |
| 9    | 童名谦 | 2012年2月 | 2013年4月 | [ 2 ] |
| 10   | 李亿龙 | 2013年3月 | 2016年3月 |       |
| 11   | 周农   | 2016年4月 | 2018年1月 |       |
| 12   | 郑建新 | 2018年1月 | 2020年2月 |       |
| 13   | 邓群策 | 2020年2月 | 2021年7月 |       |
| 14   | 秦国文 | 2021年7月 | 2022年9月 |       |
| 15   | 刘越高 | 2022年9月 |           |       |